# 위질 자파
위질 자파(Dweezil Zappa, 1969년 9월 5일 ~ )는 미국의 기타리스트로, 프랭크 자파와 게일 자파의 아들이다.